# Envane
Albums de Autechre
We R Are Why
(1996) Chiastic Slide
(1997)
Envane est un EP du groupe anglais de musique électronique Autechre, sortit sur le label Warp Records en 1997. Il est formé de quatre pistes, que Sean Booth a décrit comme provenant « de la même origine ».
La jaquette de l'album a été dessinée par l'agence de design The Designers Republic.

## Titres
1. Goz Quarter (9:43)
2. Latent Quarter (7:37)
3. Laughing Quarter (7:05)
4. Draun Quarter (10:50)

Goz Quarter a parfois été nommée 902 Quarter, le texte de la jaquette étant difficile à lire.